# Ноутстейн, Фрэнк
Фрэнк Уоллас Ноутстейн (Frank W. Notestein, 16 августа 1902 — 19 февраля 1983) — американский демограф, один из авторов концепции демографического перехода, объясняющей смену типов воспроизводства населения. Проводил исследования главным образом по проблемам планирования семьи и контроля за ростом населения.

## Публикации
- The Future Population of Europe and the Soviet Union: Population Projections, 1940—1970. with Irene B. Taeuber, Dudley Kirk, Ansley J. Coale, and Louise K. Kiser. Geneva: League of Nations. 1944. https://www.questia.com/library/book/the-future-population-of-europe-and-the-soviet-union-population-projections-1940-1970-by-ansley-j-coale-dudley-kirk-louise-k-kiser-frank-w-notestein-irene-b-taeuber.jsp Архивная копия от 26 апреля 2008 на Wayback Machine. Retrieved 2008-06-29.